# Norddeutscher Lloyd
La Norddeutscher Lloyd (NDL) est une compagnie maritime allemande, fondée en 1857, à Brême, par le financier Hermann Henrich Meier et Eduard Crüsemann. Elle atteint son apogée avec le lancement, de 1897 à 1906, des « Vier-Schornstein-Schnelldampfer » : Kaiser Wilhelm der Grosse, Kronprinz Wilhelm, Kaiser Wilhelm II et Kronprinzessin Cecilie. 
Elle reprend une place d'ordre mondial en 1929 avec le Bremen et son jumeau l’Europa qui ravissent le Ruban bleu aux Britanniques.
À cause de multiples difficultés, elle fusionne en 1970 avec sa rivale, la Hamburg Amerika Linie (HAPAG) pour former la Hapag-Lloyd.

## Histoire

### Création de la NDL

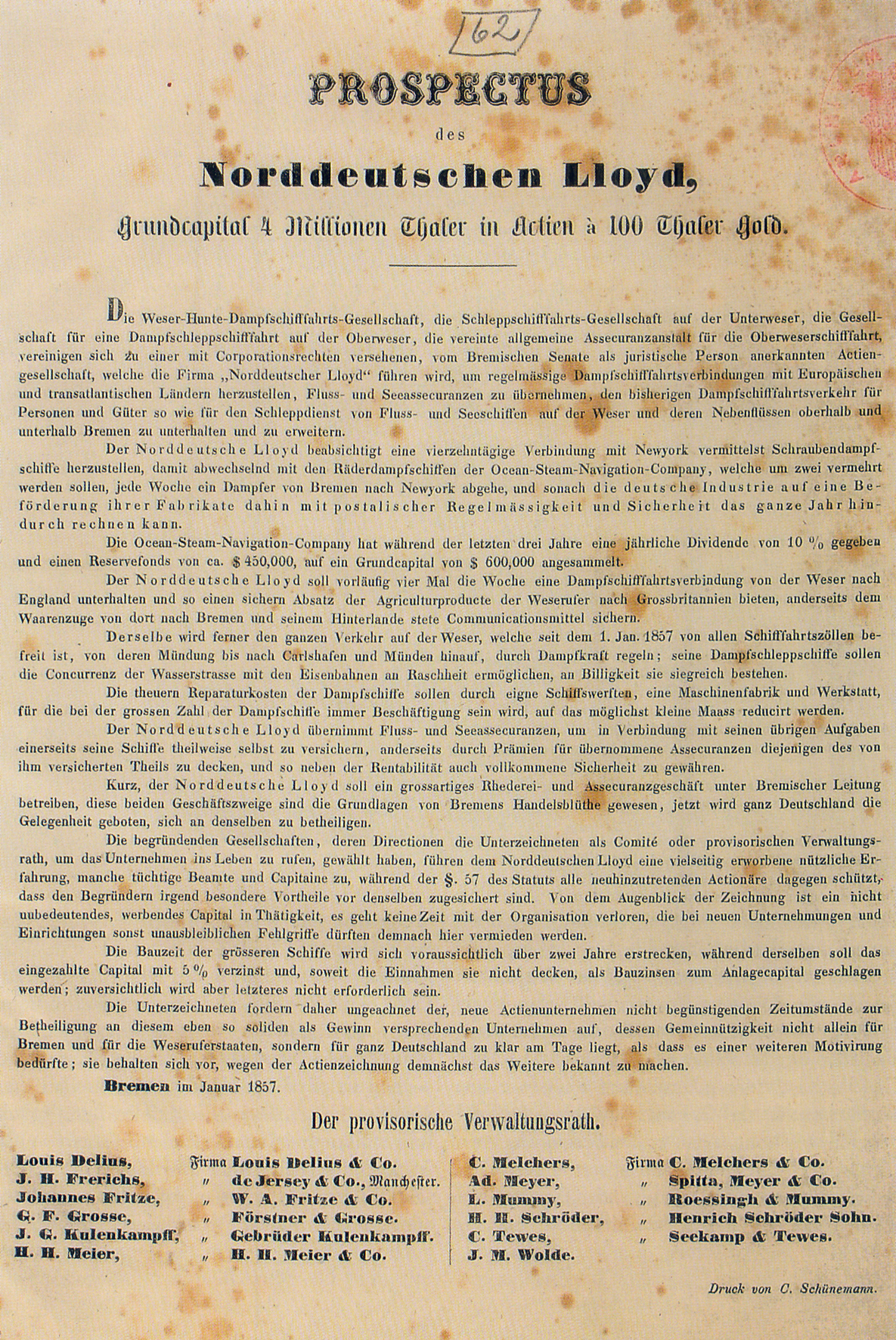
Prospectus de 1857 annonçant la création de la société et offrant des actions à vendre

La compagnie maritime allemande Norddeutscher Lloyd (NDL) a été fondée par les marchands de Brême Hermann Henrich Meier et Eduard Crüsemann le 20 février 1857, après la dissolution de l'Ocean Steam Navigation Company, une entreprise commune germano-américaine,,,. La nouvelle compagnie maritime n'avait aucun lien avec la société britannique de classification maritime Lloyd's Register ; au milieu du XIXe siècle, « Lloyd » était utilisé comme terme générique pour désigner une compagnie maritime (un utilisateur antérieur du terme dans le même contexte était Österreichischer Lloyd basé à Trieste).
Hermann Heinrich Meier est devenu le premier président du conseil de surveillance de la NDL et Crüsemann est devenu le premier administrateur de la société (en allemand Aktiengesellschaft - AG). Crüsemann était chargé à la fois des services de fret et du transport de passagers, qui, du fait de l'émigration, augmentaient considérablement. La société était également active dans d'autres domaines, notamment les remorqueurs, la baignade, les assurances et la réparation navale (qu'elle assure toujours). Le premier bureau de la compagnie maritime était situé au numéro 13 Martinistraße à Brême.
L'entreprise a commencé par une route vers l'Angleterre avant de démarrer un service transatlantique. En 1857, le premier navire, l'Adler (Aigle), a commencé un service de passagers régulier entre la région de Weser (où se trouve Brême) et l'Angleterre. Le 28 octobre 1857, il effectue son voyage inaugural de Nordenham à Londres.
Un an plus tard, des services réguliers et planifiés ont été lancés entre le nouveau port de Bremerhaven et New York en utilisant deux Navires à vapeur 2,674 GRT, le Brême et le New York. Les crises économiques internationales ont rendu le démarrage de la NDL extrêmement difficile et l'entreprise a subi des pertes jusqu'en 1859. Cependant, au cours des années suivantes, des liaisons de passagers vers Baltimore et la Nouvelle-Orléans ont été ajoutées au planning, et la société a d'abord loué puis, en 1869, acheté des installations sur le front de mer à Hoboken, New Jersey.
En 1867–1868, la NDL a commencé un partenariat avec le Baltimore and Ohio Railroad, qui a lancé la Baltimore Line ; jusqu'en 1978, elle avait ses propres navires. En 1869, Crüsemann mourut à l'âge de 43 ans seulement. De 1877 à 1892, le directeur de la NDL était Johann Georg Lohmann. Il a établi une nouvelle politique pour l'entreprise, mettant l'accent sur les doublures rapides. Finalement, cependant, HH Meier et Lohmann se sont disputé la direction de l'entreprise. En 1892, un vapeur à deux vis 5,481 GRT, le premier de l'entreprise, a été baptisé HH Meier du nom du fondateur ; cela a aidé à refermer la brèche entre eux.

#### Fondation de l'Empire allemand

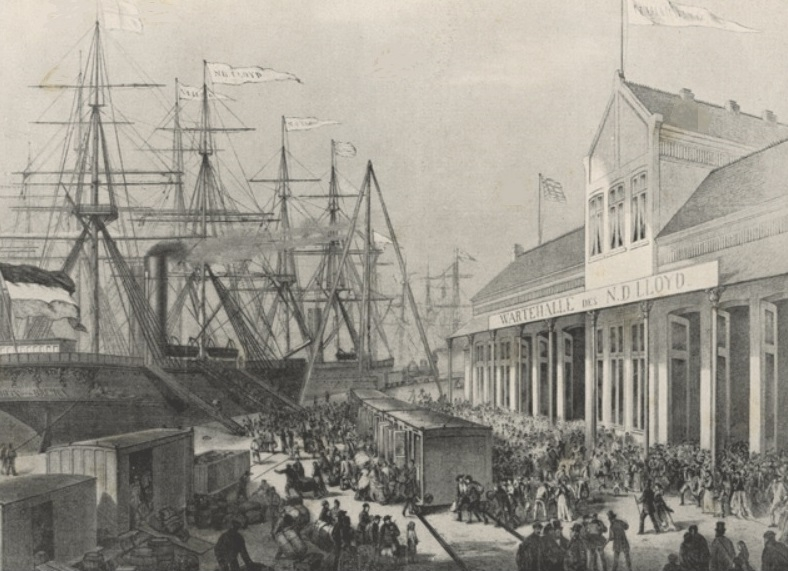
Siège de la Norddeutscher Lloyd à Bremerhaven en 1870

Pendant le Gründerzeit au début de l'Empire allemand, le NDL s'est considérablement développé. Treize nouveaux navires de la « classe Strassburg » ont été commandés. Une route vers les Antilles offerte de 1871 à 1874 s'est avérée non rentable, mais a été suivie par une ligne permanente vers la côte est de l'Amérique du Sud. Sur la route transatlantique, la HAPAG, la Holland-America Line et la Red Star Line étaient désormais tous de féroces rivaux. À partir de 1881 avec l' Elbe, onze navires à vapeur rapides de 4500 à 6,900 GRT de la soi-disant « classe des rivières » (tous ayant pris le nom de rivières allemandes), ont été introduits pour servir le commerce de l'Atlantique Nord.
En 1885, la NDL a remporté la commission pour fournir un service postal entre l'Empire allemand et l'Australie et l'Extrême-Orient. La subvention associée a soutenu une nouvelle expansion, à commencer par la première commande à grande échelle passée à un chantier naval allemand, pour trois paquebots postaux pour les routes principales et trois plus petits paquebots pour le service de branche d'AG Vulcan Stettin. C'était en fait une exigence de la commission que les navires soient construits en Allemagne.
En 1890, avec 66 navires sur un total de 251,602 GRT, la NDL était la deuxième plus grande compagnie maritime au monde, après la British Peninsular and Oriental Steam Navigation Company, avec 48 navires sur un total de 251,603 GRT, et a dominé les expéditions vers l'Allemagne, avec 31,6% du trafic. La NDL transportait également plus de passagers transatlantiques à New York que toute autre compagnie, en raison de sa domination dans le pilotage, qui se composait principalement d'immigrants. En classe cabine, il ne transportait qu'un peu plus de passagers que les British Cunard Line et White Star Line. 42% du trafic de passagers de la NDL était à New York, et 15% à d'autres ports américains, mais seulement 16,2% à l'est de New York. Son service de l'Atlantique Sud en direction ouest représentait 17,3% de ses passagers; en direction est d'Amérique du Sud, seulement 1,7%.
En 1887, la NDL se retire de la ligne vers l'Angleterre au profit d'Argo Reederei. Cependant, elle a continué à fournir des services de remorqueurs en participant à partir de 1899 à la Schleppschifffahrtsgesellschaft Unterweser (Unterweser Tug Association, maintenant Unterweser Reederei).

### Expansion et domination

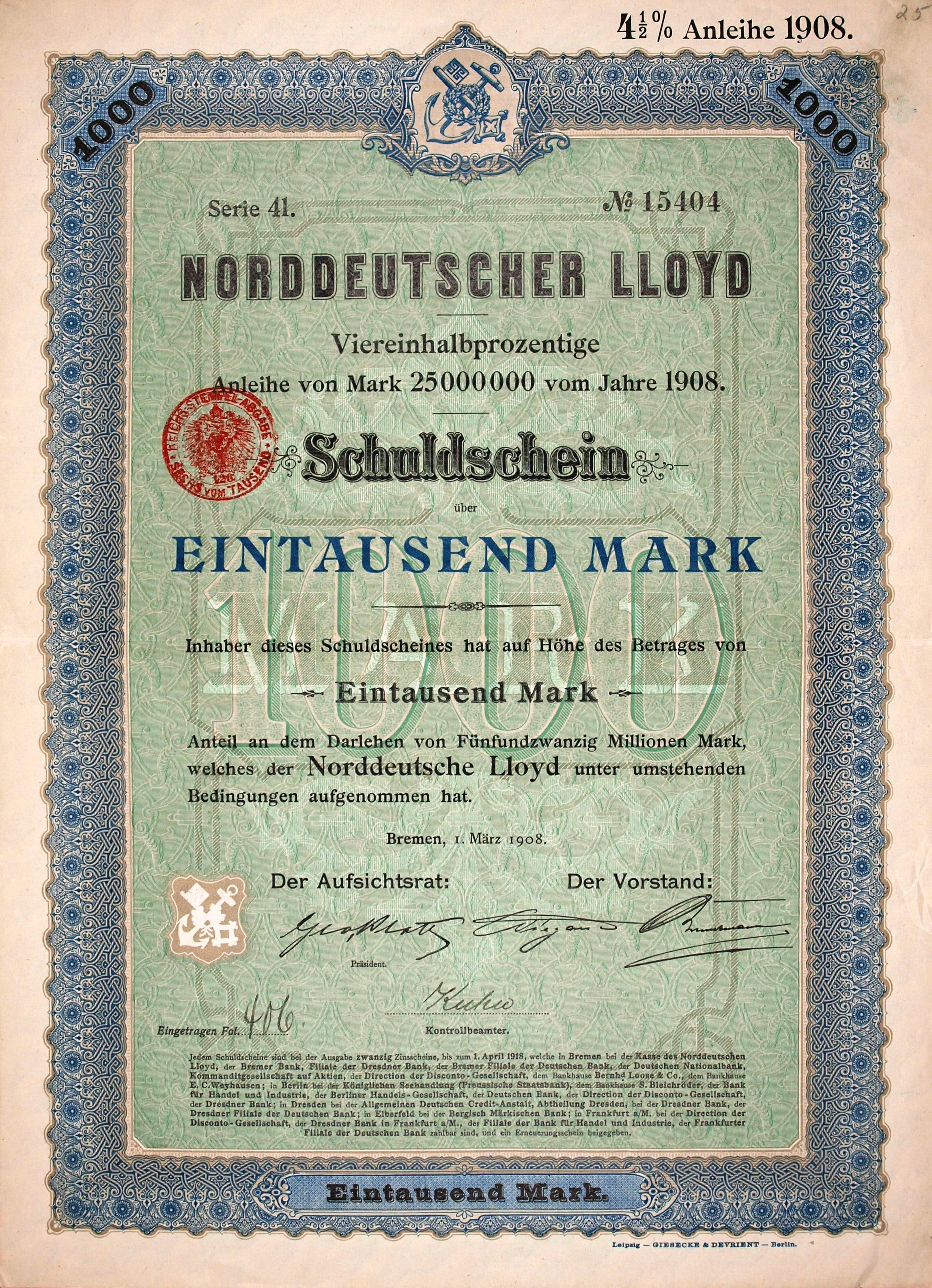
Obligation de la Norddeutscher Lloyd, émise le 1er mars 1908

HH Meyer a démissionné du conseil d'administration en 1888; il a été remplacé par Friedrich Reck. Johann Georg Lohmann est devenu directeur de la société ; après sa mort en 1892, Reck a démissionné et Georg Plate est devenu président. L'avocat Heinrich Wiegand est devenu directeur; à partir de 1899, son titre est celui de directeur général. Il a occupé ce poste jusqu'en 1909, et a présidé sur une expansion appréciable.
En 1897, avec la mise en service du SS Kaiser Wilhelm der Große, la NDL avait enfin un navire majeur pour l'Atlantique Nord. C'était le navire le plus grand et le plus rapide du monde, et la compagnie a profité de l'avantage de la réputation du ruban bleu pour la traversée de l'Atlantique la plus rapide, avec une vitesse moyenne de 22,3 nœuds. Entre 1897 et 1907, la compagnie a suivi avec trois autres bateaux à vapeur à quatre vis et à quatre entonnoirs de la classe Kaiser, de 14 000 à 19 000 GT: le SS Kronprinz Wilhelm, le SS Kaiser Wilhelm II et les SS Kronprinzessin Cecilie. Avec ceux-ci, la société a offert un service régulier à travers l'Atlantique à ses quais à Hoboken, New Jersey, à travers la rivière Hudson de New York. Le 30 juin 1900, plus de 300 personnes ont été tuées dans un incendie sur les quais de Hoboken.

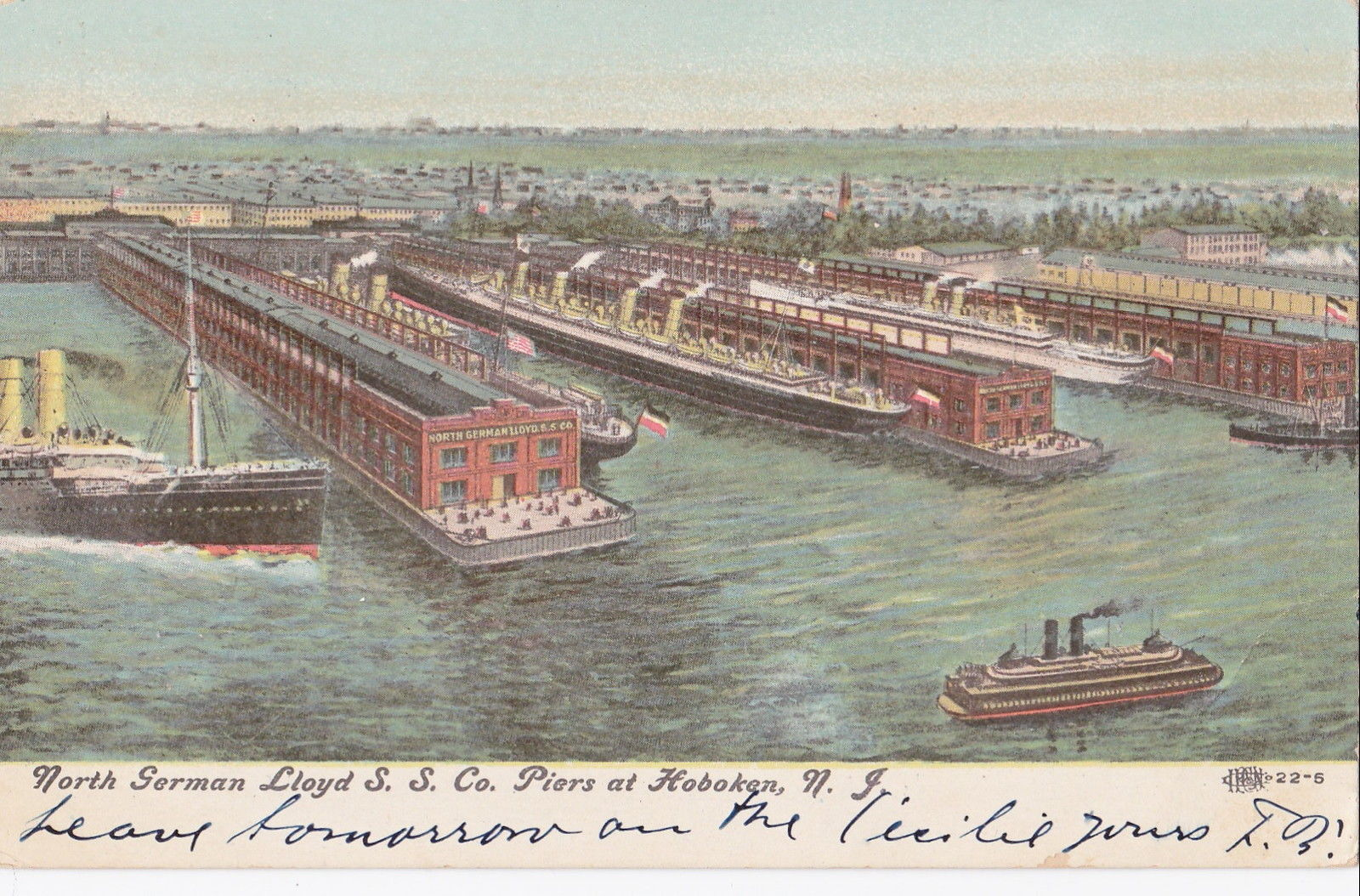
Les docks de la NDL à Hoboken, 1909

Ainsi commença la « décennie des Allemands » dans le transport transatlantique, au cours de laquelle la NDL et la HAPAG dominaient les routes avec plusieurs navires record et rivalisaient avec la British Cunard Line et la White Star Line pour le titre de plus grandes compagnies maritimes du monde. En 1902 et 1904, deux navires NDL remportent à nouveau le ruban bleu : le SS Kronprinz Wilhelm, maintenant avec une vitesse moyenne de 23.09 nœuds pour le passage en direction ouest de Cherbourg à New York et Kaiser Wilhelm II à 23.58 nœuds sur le passage en direction est. En 1907, RMS Lusitania, puis en 1909, RMS Mauretania, tous deux de la British Cunard Line, ont remporté le ruban bleu pour les Britanniques, et la Mauritanie l'a ensuite conservé jusqu'en 1929.

Entre 1894 et 1908, la NDL a commandé de nombreux autres paquebots de marchandises et de passagers à plusieurs chantiers allemands. Ceux-ci comprenaient la classe Barbarossa (plus de 10,000 GRT, pour l'Australie, l'Extrême-Orient et l'Atlantique Nord) et la classe Generals (environ 8 500 GRT, pour l'Extrême-Orient et l'Australie).

#### NDL au XXe siècle

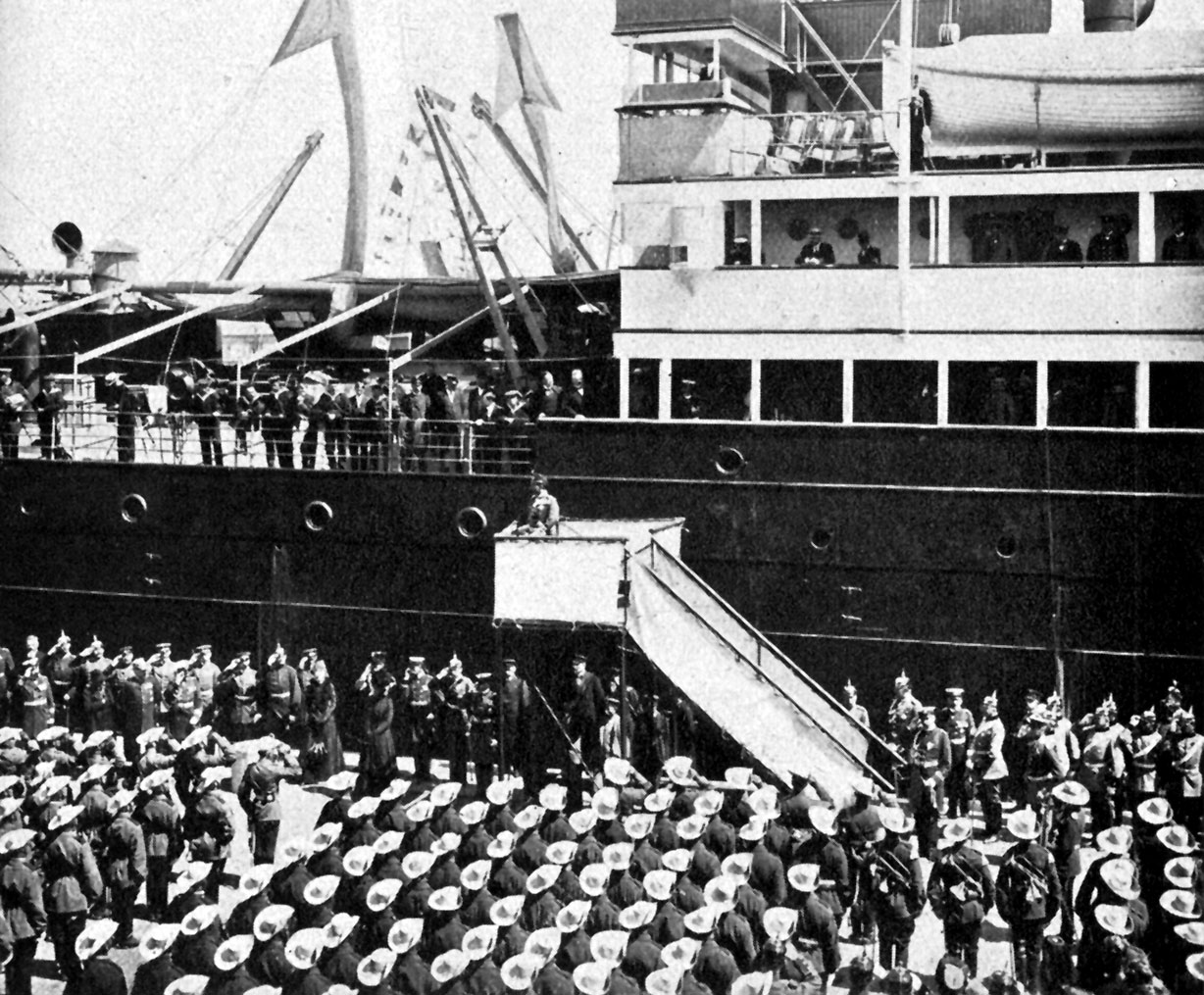
L'empereur Guillaume II haranguant du SS Friedrich Der Grosse les troupes allemandes parties réprimer la révolte des Boxers en Chine

À partir de 1899, la NDL s'est étendue dans le Pacifique, acquérant l'ensemble des flottes de deux petites compagnies britanniques, la Scottish Oriental Steamship Company et la Holt East Indian Ocean Steamship Company, et mettant en place entre 14 et 16 itinéraires de passagers et de fret en collaboration avec le Service postal. En 1900, 14 des navires de passagers de la NDL ont été réquisitionnés pour convoyer les troupes parties réprimer la révolte des Boxers en Chine; le 27 juillet, l'empereur Guillaume II a prononcé son discours « Schrecklichkeit », dans lequel il comparait les militaires de l'Empire allemand aux Huns, lors de la cérémonie de départ du Friedrich Der Grosse,. Plus tard, cela a inspiré la Grande-Bretagne , quand elle rebaptisa des navires allemands, qu'elle avait saisis, avec des noms commençant par « Hun », tels que « Huntsgreen » et « Huntsend ».  En allemand, ces navires étaient appelés collectivement Hunnendampfer (de) (bateaux à vapeur des Huns).
Au début du XXe siècle, le banquier américain JP Morgan commença à acquérir un certain nombre de compagnies maritimes, à savoir la White Star Line, la Leyland Line et la Red Star Line, pour construire un monopole transatlantique. Il réussit à inclure  la HAPAG et la NDL dans une alliance, mais ne put acquérir la Cunard du Royaume-Uni et la Compagnie générale transatlantique de France (CGT). La HAPAG et la NDL vendit à Morgan la plus grande société ferroviaire américaine, le Baltimore and Ohio Railroad.  Morgan proposa alors de diviser le marché. La Holland-America Line et la Red Star Line ont proposé un contrat pour les passagers des quatre compagnies, empêchant une concurrence ruineuse. En 1912, l'accord Morgan a été résilié.
En 1907, date de son cinquantième anniversaire, la Norddeutscher Lloyd comptait 93 navires, 51 navires plus petits, deux voiliers-écoles et des vapeurs fluviaux. L'effectif de la NDL était d'environ 15 000 employés. En raison des coûts d'investissement élevés et d'une crise économique internationale, tout en célébrant à cet anniversaire, la compagnie dut faire face à des difficultés financières considérables.

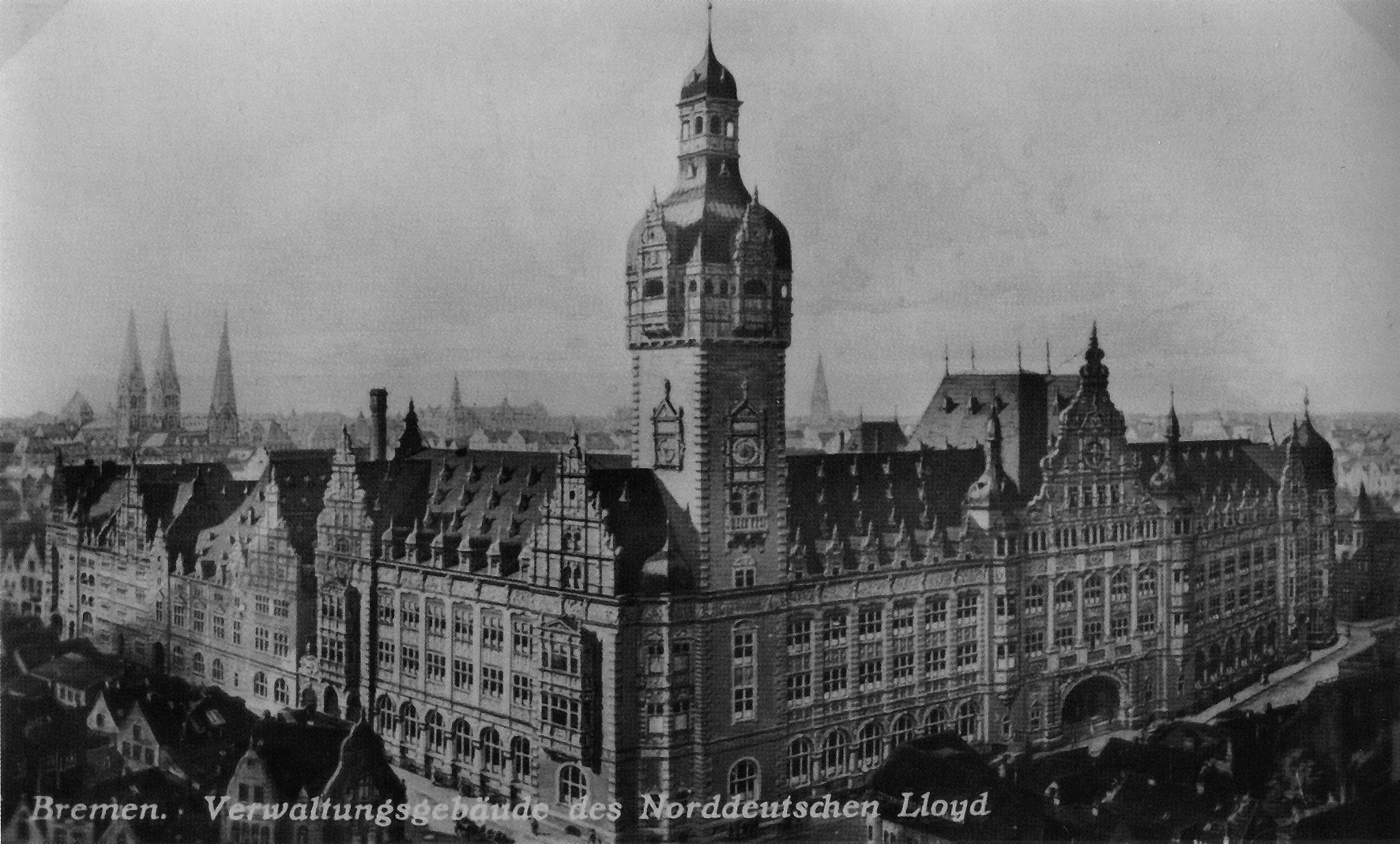
Bâtiment du siège de la NDL construit en 1907–10

Malgré les difficultés financières, entre 1907 et 1910, l'entreprise a construit un nouveau siège social sur la Papenburgstrasse à Brême, le prestigieux bâtiment NDL sur les plans de l'architecte Johann Poppe, qui était également le principal architecte d'intérieur des paquebots de l'entreprise. Le bâtiment, le plus grand de la ville à l'époque, était de style néo-Renaissance éclectique avec une tour. Il a été vendu en 1942 à Deutsche Schiff- und Maschinenbau et lorsque la société a été scindée en ses parties constituantes après la Seconde Guerre mondiale, il est passé à AG Weser. Cependant, il avait été gravement endommagé par les bombardements et a finalement été démoli et un grand magasin Horten construit sur le site en 1969. Le nouveau centre commercial adjacent porte le nom de Lloyd Passage.
La route lucrative de l'Atlantique Nord était extrêmement compétitive à cette période, avec de nouveaux navires attrayants d'autres grandes entreprises, y compris le RMS Lusitania, RMS Mauretania et RMS Aquitania, de la Cunard, et RMS Olympic, RMS Titanic et RMS Britannic de la White Star Line. La HAPAG a présenté trois nouveaux navires de la classe Imperator, SS Imperator, SS Vaterland et SS Bismarck, d'une taille de 50 000 GT. La NDL a répondu avec des navires plus petits mais prestigieux tels que le SS Prinz Friedrich Wilhelm et les SS George Washington, et a transféré le SS Berlin du service méditerranéen à la course de New York. Enfin, en 1914, la société a commandé deux 33,000 GRT de la classe Columbus ; cependant, la Première Guerre mondiale a empêché leur achèvement.
En cette ère de «frontières ouvertes» aux voyages transatlantiques, le plus grand groupe de passagers effectuant la traversée transatlantique était constitué d'immigrants d'Europe vers les États-Unis, et la NDL transportait plus que toutes les autres compagnie de navires à vapeur. Entre 1900 et 1914, les trois navires NDL transportant le plus de migrants transatlantiques, Rhein, Main et Neckar, ont chacun transporté plus de 100 000 passagers de direction à New York, Baltimore et Philadelphie. Le ralentissement économique qui a suivi la panique de 1907 a entraîné une forte baisse du trafic de migrants vers l'Amérique, partiellement compensée par une augmentation des flux de direction vers l'Europe, et c'était le principal facteur contribuant à «l'une des années les plus noires de l'histoire de la société. " 
En 1914, la NDL employait environ 22 000 personnes. Son succès a ainsi directement influencé la croissance rapide de la ville de Bremerhaven, qui n'avait été fondée qu'en 1827.
Le directeur général Dr. Wiegand est mort en 1909 et a été remplacé par le directeur Phillip Heineken jusqu'en 1920,.

#### Les principales lignes  de la NDL vers 1907

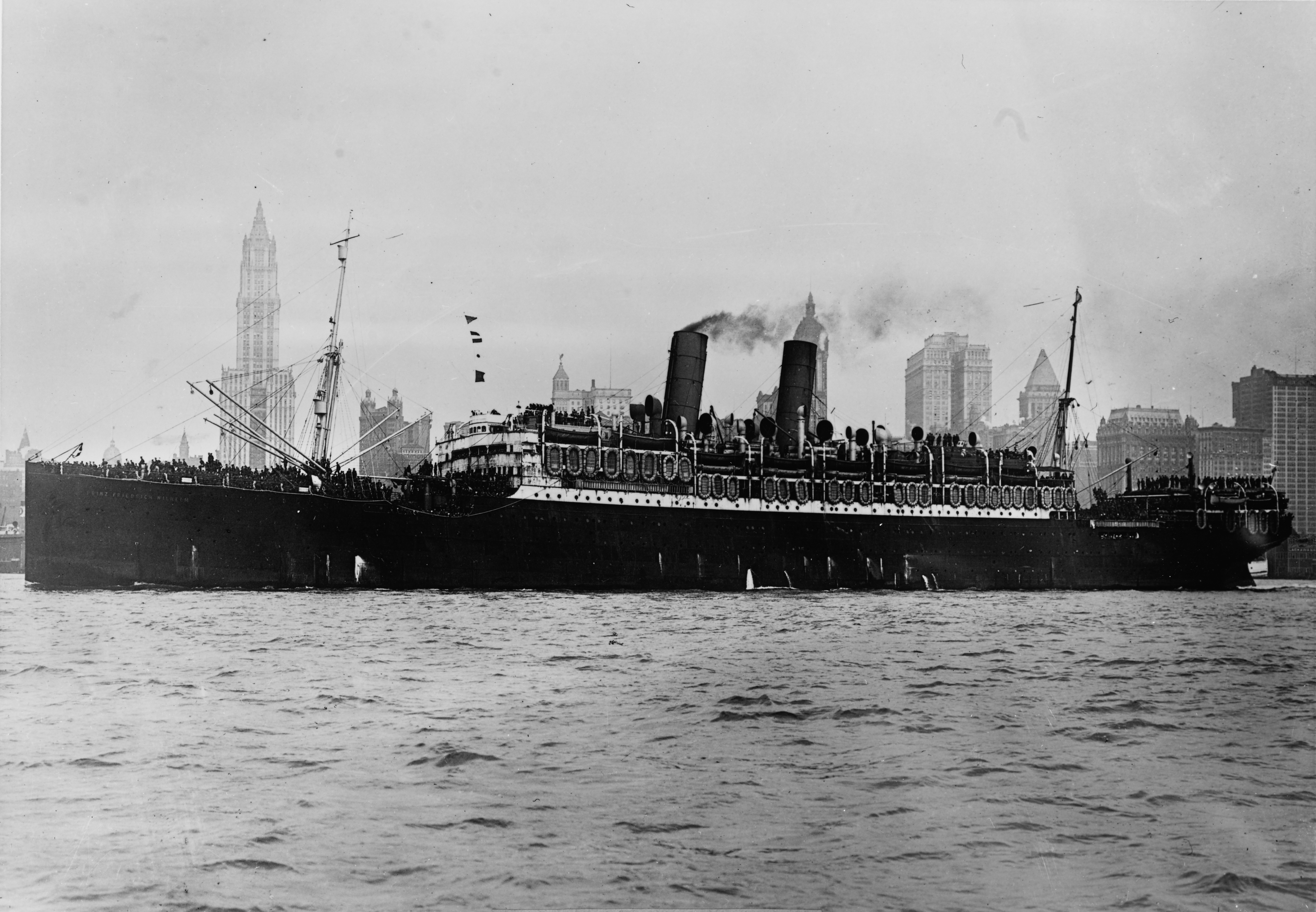
SS Prinz Friedrich Wilhelm de 1907

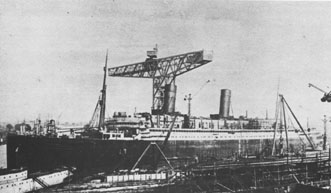
SS Columbus de 1914

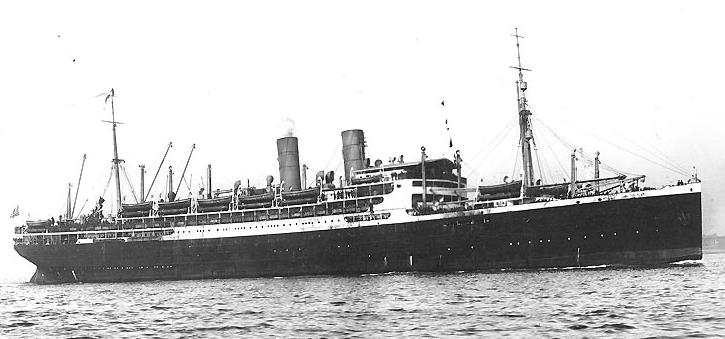
SS Zeppelin de 1915

Voici une liste des routes desservies par la NDL en 1907.
Europe - Amérique
- Bremerhaven - New York
- Bremerhaven - Baltimore
- Bremerhaven - Savane
- Bremerhaven - Galveston
- Bremerhaven - Cuba
- Ports de Bremerhaven - La Plata
- Bremerhaven - Brésil
- Gênes - New York

Méditerranéen
- Marseille - Alexandrie

Europe - Asie / Australie
- Bremerhaven - Asie de l'Est
- Bremerhaven - Australie

Asie / Australie (y compris les routes côtières)
- Hong Kong - Japon - Nouvelle-Guinée
- Hong Kong - Bangkok
- Hong Kong - Bangkok (via Singapour)
- Détroit de Hong Kong
- Hong Kong - Philippines du Sud
- Penang - Deli
- Deli - Singapour
- Singapour - Bangkok
- Singapour - Philippines du Sud
- Singapour - Moluques (sur Bornéo)
- Singapour - Moluques (sur Célèbes)
- Shanghai - Hankow
- Australie - Japon - Manille - Hong Kong

Côte allemande
- Service d'excursion d'une journée sur la côte baltique
- Service de remorquage Brême - Hambourg et Brême - Bremerhaven
- Transport de passagers Brême - Bremerhaven

### Première Guerre mondiale

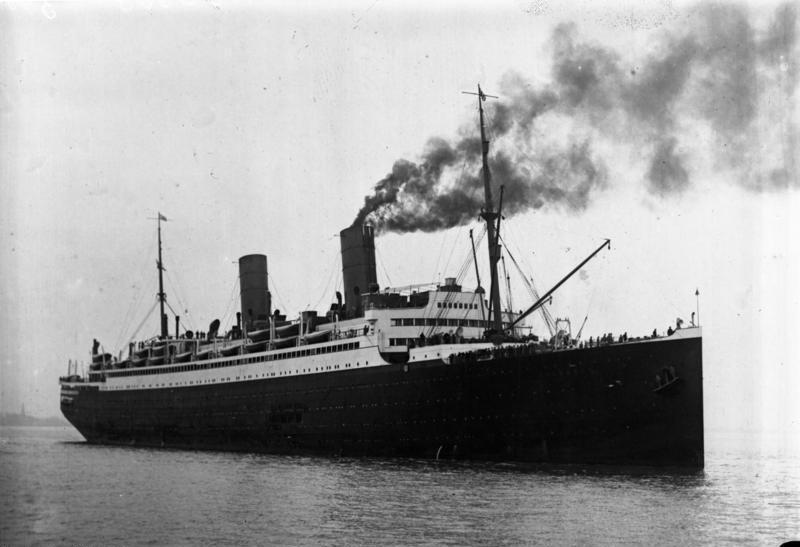
Le deuxième Colombus de 1924

Pour la NDL en tant que compagnie maritime civile, le début de la Première Guerre mondiale a été un essai, ainsi qu'un défi logistique, car une grande partie de la flotte était en mer dans le monde entier. Cependant, la plupart des navires ont pu atteindre des ports neutres. Les opérations logistiques de la NDL à Bremerhaven ont été placées presque exclusivement au service de la marine allemande. La NDL détenait une participation majoritaire dans le Deutsche Ozean-Reederei (« Service allemand de transport maritime »), qui utilisait des U-boot pour le commerce et effectuait avec succès certaines traversées de l'Atlantique.

### Après la guerre
Au début de la guerre, la flotte de la NDL totalisait plus de 900,000 GRT. En vertu du traité de Versailles à la fin de la guerre, tous les navires de plus de 1,600 GRT et la moitié de toutes les unités de 100 à 1,600 GRT ont été confisqués. Les États-Unis avaient déjà confisqué en 1917 les installations de Hoboken et les navires NDL à quai là-bas. La flotte NDL d'avant-guerre n'existait plus. La société s'est retrouvée avec quelques petits navires totalisant 57,000 GRT. Avec ceux-ci, la société a redémarré le service passagers, le service remorqueur et le service de fret en 1919. Le « vaisseau amiral » était le Grüß Gott de 781 tonne. De 1920 à 1939, NDL a participé au service de passagers et de marchandises Seedienst Ostpreußen vers la Prusse orientale.
En 1920, une filiale de transport aérien a été fondée et a bientôt fusionné avec Sablatnig Flugzeugbau GmbH pour former Lloyd Luftverkehr Sablatnig. En 1923, cela s'est combiné avec la filiale de transport aérien de la HAPAG pour former Deutscher Aero Lloyd, qui le 6 janvier 1926 a fusionné avec Junkers Luftverkehr AG pour devenir Deutsche Luft Hansa AG, le prédécesseur de la Lufthansa.
En août 1920, la NDL a conclu un accord d'agence avec la US Mail Steamship Co. (à partir de 1921, United States Lines). Cela a permis de reprendre le service transatlantique de Bremerhaven à New York avec l'ancien Rhein, désormais sous pavillon américain sous le nom de Susquehanna. Le Columbus inachevé avait été attribué à la Grande-Bretagne après la guerre et avait été acheté en 1920 par White Star, qui avait perdu un tonnage important pendant la guerre et souhaitait également compenser la perte d'avant-guerre du Titanic. Cependant, le travail à Dantzig s'est déroulé très lentement. Enfin, à l'automne 1921, le soi-disant accord Columbus fut conclu, en vertu duquel le gouvernement allemand et la NDL s'engagèrent à faciliter l'achèvement rapide du Columbus en échange du retour du gouvernement britannique à la NDL de six petits navires qui avaient passé les années de guerre en Amérique du Sud : les paquebots postaux Seydlitz et Yorck, le Gotha et les cargos Göttingen, Westfalen et Holstein. L'entreprise a également commencé à construire de nouveaux cargos et navires à passagers et à racheter d'autres navires. À la fin de 1921, le service vers l'Amérique du Sud a été repris avec le Seydlitz, et au début de 1922, le service est-asiatique avec le Westfalen. Le 12 février 1922, le service à New York avec les propres navires de la NDL reprit avec Seydlitz. L'autre navire de la classe Columbus, le 32,354 GRT ancien Hindenburg, a été achevé en 1924 et nommé Columbus ; il a été placé en service régulier de passagers transatlantique.

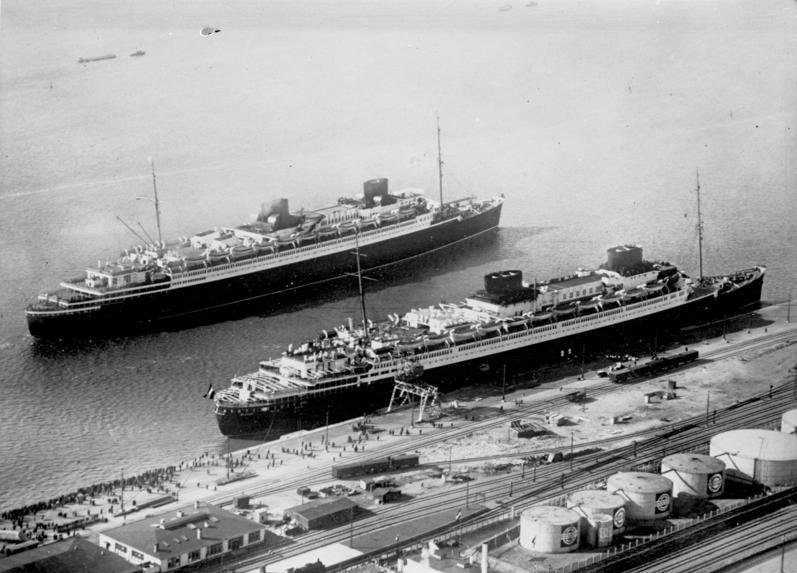
Navire amiral de la Norddeutscher Lloyd en 1930 - Brême et Europa, les plus grands paquebots allemands

Un bref boom d'après-guerre a été suivi d'une forte inflation en Allemagne, malgré laquelle la NDL a continué à développer sa flotte. Douze nouveaux navires de 8 700 à 11,400 GRT a été mis en service pour l'Amérique du Sud et centrale et l'Extrême-Orient, puis en plus de Columbus trois nouveaux navires de 13000 à 15,000 GRT pour l'Atlantique Nord (Munich, Stuttgart et Berlin), et en 1927 l'ancien Zeppelin été racheté à la Grande-Bretagne et mis en service sous le nom de Dresden.
En 1920, Carl Stimming est devenu directeur général de la NDL, tandis que son prédécesseur Heineken est devenu président du conseil. Entre 1925 et 1928, la société acquiert un certain nombre de compagnies maritimes allemandes: HABAL, la Roland Line et Argo,. L'acquisition de la Roland Line a amené Ernst Glässel au conseil d'administration, où il devait avoir une influence croissante. En 1926, la société put à nouveau verser un dividende. Le crédit américain a financé l'expansion continue et les commandes de nouveaux navires.
En 1929 et 1930, l'entreprise met en service ses deux plus gros navires, le SS Bremen (51,656 GRT) et SS Europa (49,746 GRT). Avec une vitesse moyenne d'environ 27,9 nœuds, les deux devaient emprunter le ruban bleu pour les traversées atlantiques les plus rapides. En 1929, le Columbus a été complètement réaménagé.
De 1928 à 1939, le volume de passagers voyageant entre les États-Unis et l'Europe a fortement diminué. En 1928, le NDL transportait environ 8% d'un volume de passagers de 1 168 414 passagers; en 1932, 16,2% des 751 592 passagers transportés; en 1938, environ 11% des 685 655 passagers. De plus, il y avait une nouvelle concurrence significative de la part des nouveaux superliners italiens, français et britanniques: l'italien SS Rex (51,062 GRT) et SS Conte di Savoia (48,502 GRT), le français SS Normandie (79,280 GRT), et le britannique RMS Queen Mary (80,744 GRT).

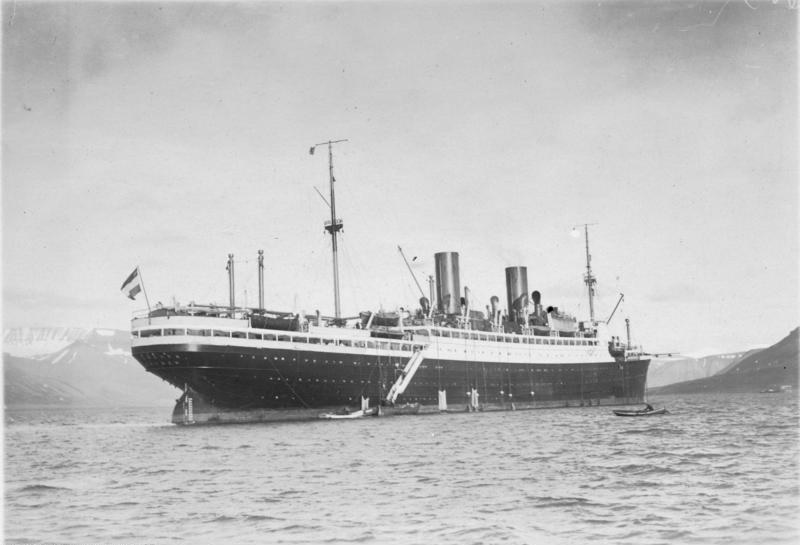
Général SS von Steuben de 1923

La crise économique de 1929 qui a commencé aux États-Unis a affecté les compagnies maritimes allemandes. La NDL et la HAPAG ont donc conclu un accord de coopération en 1930 et, à partir de 1935, ont institué des opérations conjointes dans l'Atlantique Nord. Les premiers signes d'une fusion étaient visibles. En 1932, la NDL était en crise économique, avec environ 5 000 employés licenciés, des réductions de salaire et de l'encre rouge. Glässel a été licencié. Le gouvernement plaça la NDL et la HAPAG sous tutelle sous Siegfried Graf von Roedern, et après la mort de Stimming, Heinrich F. Albert devint brièvement chef de la NDL, suivi après environ dix-huit mois par le national-socialiste Rudolph Firle,. Le conseiller d'État de Brême, Karl Lindemann, a été président du conseil d'administration de 1933 à 1945. Un programme de reprise économique par cessions et restructurations a été lancé. HBAL et Roland Line sont redevenus des sociétés indépendantes et d'autres compagnies ont repris les services vers l'Afrique et la Méditerranée. Le régime nazi a ordonné à la fois à la NDL et à la HAPAG de céder des navires à d'autres compagnies qui devaient opérer dans leurs régions sans la concurrence d'autres entreprises allemandes, en particulier à Hamburg Süd, la Deutsche Afrika-Linien et la Deutsche Levante Linie.
En 1935, le SS Scharnhorst, le Gneisenau et le Potsdam, chacun avec environ 18,000 GRT, ont été mis en service pour l'Extrême-Orient. La modernisation de la flotte se poursuit et en 1937 la compagnie réalise de modestes bénéfices.
Le 28 août 1939, l'Erlangen glissa hors de Lyttelton Harbour (Nouvelle-Zélande) le 28 août 1939, à la veille de la guerre, apparemment pour Port Kembla, Nouvelle-Galles du Sud, où il devait remplir ses soutes de charbon pour le retour vers l'Europe. Il s'est ensuite dirigée vers les îles subantarctiques d'Auckland, où il a réussi à échapper au croiseur HMNZS Leander, et réapprovisionné avec de la nourriture et du bois. Le cargo a ensuite fait une évasion désespérée et réussie, à l'aide de voiles gréées par un jury, à Valparaíso, Chili, en Amérique du Sud. Il s'est ensuite rendue dans l'Atlantique Sud où, le 24 juillet 1941, il a été intercepté au large de Montevideo par le HMS Newcastle et sabordé par son équipage.
En 1939, la NDL avait en service 70 navires avec un total de 562,371 GRT, y compris le voilier-école Kommodore Johnsen (maintenant le russe STS Sedov), trois navires d'excursion d'une journée, 19 remorqueurs et 125 petits navires. Neuf autres cargos ont été achevés après le déclenchement de la Seconde Guerre mondiale. Cette flotte entière a été soit perdue pendant la guerre, soit attribuée aux Alliés à titre de réparations. Le Columbus a dû être coulé en 1939; Brême a brûlé en 1941; Steuben a été coulé dans la Baltique en 1945 avec la perte de quelque 4 000 vies; Europa, revendiquée par la France, est devenue le Liberté en 1947.
Le Reich était le principal actionnaire de la société, mais en 1941/42, la NDL fut à nouveau privatisée et le fabricant de cigarettes Philipp Reemtsma devint l'actionnaire principal. Le Dr Johannes Kulenkampff, membre du conseil depuis 1932, et Richard Bertram, membre du conseil depuis 1937, sont devenus président en 1942.

### Après la Seconde Guerre mondiale
À la fin de la Seconde Guerre mondiale, le siège de la société (qui avait de toute façon été vendu en 1942) avait été gravement endommagé par les bombardements et tous ses gros navires avaient été détruits ou saisis. Il ne restait plus que le cargo Bogotá, qui était au Japon. Reconnu par l'administration militaire américaine le 29 novembre 1945 en tant que « compagnie de navigation côtière et de manutention », il recommença, comme après la Première Guerre mondiale, pratiquement à partir de zéro, offrant des services de remorqueurs et d'excursions d'une journée.

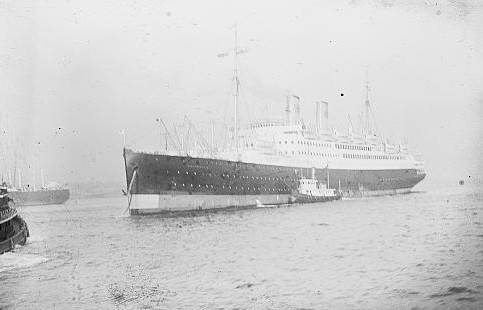
Le MS Gripsholm, plus tard le MS Berlin de la NDL

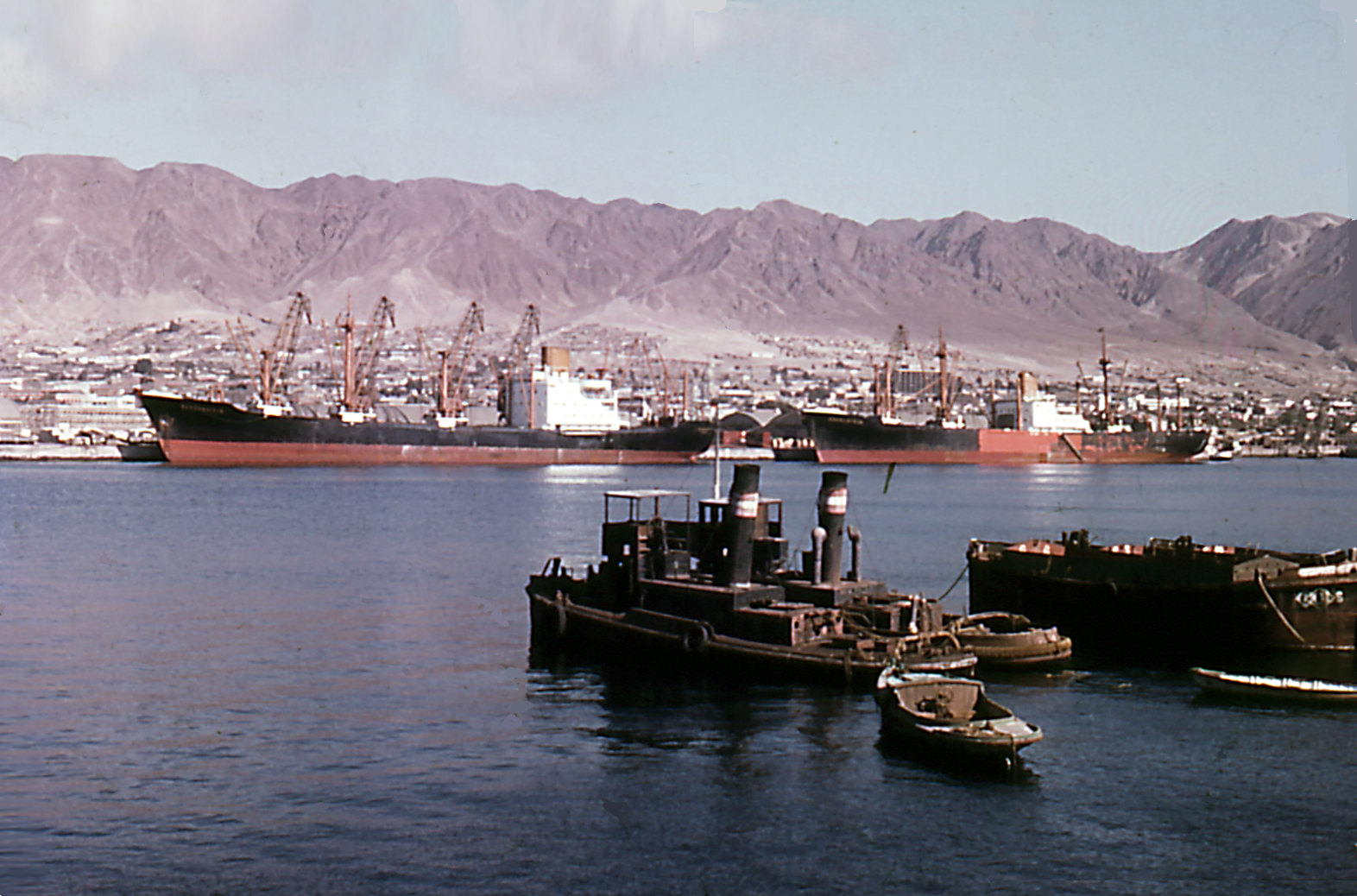
Deux cargos NDL à Antofagasta - 1963

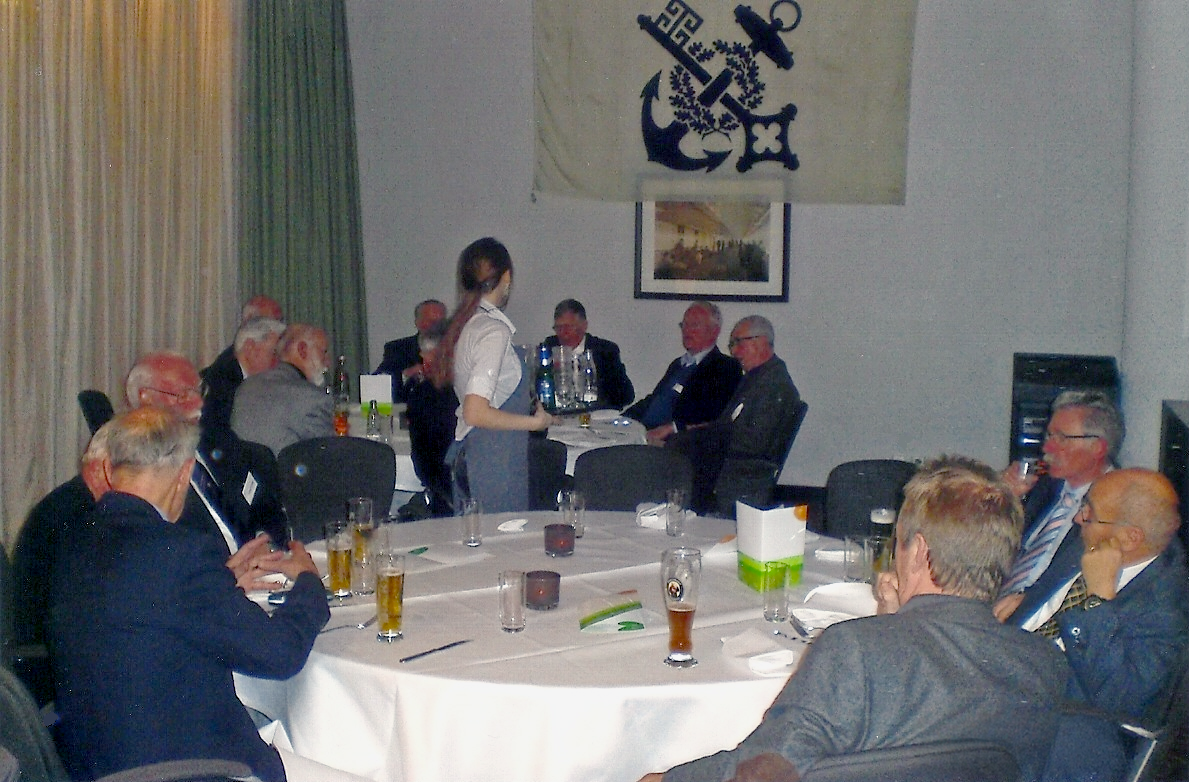
Participants à la quatrième grande réunion de Bremer NDL le 20 février 2013

Kulenkampff et Bertram constituaient le conseil d'administration et il n'y avait au départ que 350 employés. En 1948, la première agence de voyages Hapag-Lloyd ouvre. Les affaires consistaient initialement en l'émigration et en une quantité limitée de tourisme. À partir de 1949, les entreprises allemandes ont été autorisées à commander et à construire des navires jusqu'à 7,200 GRT. En 1950, la NDL passa ses premières commandes d'après-guerre au chantier naval Bremer Vulkan, la classe Rheinstein (2,791 GRT, 13 nœuds).
Après que les limitations sur l'expédition allemande imposées par les Alliés aient été levées en 1951,, la NDL a commencé à construire une nouvelle flotte. Elle a d'abord acheté des cargos plus anciens (par exemple le Nabob, un ancien porte-avions auxiliaire américain) et fait construire de nouveaux cargos entre 4000 et 9,000 GRT et 5 000 et 13 000 DWT, tous avec des noms se terminant par -stein. La compagnie avait des routes vers le Canada, la Nouvelle-Orléans, les îles Canaries et, à partir de 1953, vers l'Extrême-Orient.
Le service passagers a repris en 1955 à l'aide d'un navire suédois reconstruit de 1924, le 17,993 GRT MS Gripsholm. Rebaptisé Berlin, il était le sixième navire allemand de ce nom, le quatrième à NDL, et naviguait sur les routes de l'Atlantique Nord. En 1959, la société a ajouté le 32,336 GRT Brême (anciennement Pasteur), et en 1965, le 21,514 GRT Europa (anciennement Kungsholm), navire jumeau de Gripsholm acheté à la Swedish American Line, avec une capacité de 843 passagers. Ces navires ont d'abord été mis en service régulier vers l'Amérique, mais ont rapidement été transférés à la croisière. En 1967, le 10,481GRT cargo express Friesenstein (21,5 nœuds) inaugure la classe Friesenstein et remplace le Nabob et le Schwabenstein. Le service passagers accusait un déficit croissant et le trafic de conteneurs en croissance rapide exigeait un réoutillage coûteux dans le secteur du fret. En 1968, la NDL a inauguré un service de conteneurs aux États-Unis avec le 13,384 GRT Weser-Express ; deux autres porte-conteneurs ont été bientôt ajoutés.
Vers 1960, la NDL avait 47 navires, un nombre qui est resté presque inchangé jusqu'en 1970. En 1968, la flotte totalisait 343,355 GRT (en 1970, 391,313 GRT) et était la 16e plus grande compagnie maritime au monde; la HAPAG, avec 410,786 GRT, était la 9e plus grande. En 1970, la NDL réalisait un chiffre d'affaires de 515 millions de DM et un capital social de 54 millions de DM, et employait 6 200 personnes, dont 3 500 en mer.
En 1967, Claus Wätjen et le Dr Horst Willner, et en 1969 Karl-Heinz Sager, ont rejoint le Conseil. Kulenkampff a siégé au conseil jusqu'en 1968 et Bertram jusqu'en 1970. La NDL réalisant déjà les trois quarts de son activité de fret en association avec la HAPAG, une fusion des deux plus grandes compagnies maritimes allemandes était tout à fait logique.
Le 1er septembre 1970, la Norddeutscher Lloyd a fusionné avec la Hamburg America Line (HAPAG) pour former la Hapag-Lloyd AG, basée à Hambourg et ayant son siège secondaire à Brême,.
Le 20 février 2007, un petit groupe d'anciens membres dévoués de la Norddeutscher Lloyd a organisé pour le 150e anniversaire de la fondation de la compagnie maritime une réunion au Bremer Ratskeller. Cet événement a été très populaire, il a donc été décidé d'organiser dans les années suivantes de nouvelles réunions. Pendant ce temps, les réunions ont lieu chaque année le 20 février à Brême dans l'ancien bâtiment de la Lloyd's, qui est aujourd'hui l'hôtel Courtyard Marriott.